# Marboz
Marboz är en kommun i departementet Ain i regionen Auvergne-Rhône-Alpes i östra Frankrike. Kommunen ligger  i kantonen Coligny som ligger i arrondissementet Bourg-en-Bresse. Kommunens areal är 40,14 km². År 2022 hade Marboz 2 262 invånare.

## Befolkningsutveckling
Antalet invånare i kommunen Marboz
Referens: INSEE